# Valérie Garbani
Valérie Garbani, née le 19 septembre 1966 à Neuchâtel et originaire de Vergeletto dans le canton du Tessin, est une personnalité politique suisse, membre du parti socialiste.

## Biographie
Avocate de formation, Valérie Garbani est secrétaire générale de ASLOCA romande jusqu'en septembre 2004. La même année, elle est élue conseillère communale de la ville de Neuchâtel et entre en fonction le 28 juin 2004. Elle est également élue au Conseil national et y siège du 6 décembre 1999 au 2 décembre 2007. Elle perd son siège lors des élections de 2007. Elle est réélue à l'exécutif communal le 28 avril 2008 et continue d'assumer la direction de l'environnement, des transports et du développement durable. 
Présidente du Conseil communal pour la période administrative 2007-2008, elle doit cesser d'occuper ses fonctions de présidente de la ville de Neuchâtel dès le 17 avril 2008 pour des raisons de santé. Le 13 août 2008, elle est condamnée à 30 jours-amende à 150 francs avec sursis de deux ans et 800 francs d'amende pour insultes et menaces contre deux agents de police.
Le 15 mars 2009, elle annonce sa démission du conseil communal pour la fin du mois de septembre, à la suite de son interpellation par la police la veille après un nouvel esclandre dans une boîte de nuit de Neuchâtel,.
Le 25 août 2009, son procès concernant ces faits s'ouvre à Neuchâtel. Le procureur réclame 240 heures de travaux d'utilité publique à son encontre. Elle est finalement condamnée le 1er septembre 2009 à 60 heures de travaux d'intérêt général, ainsi qu'à une indemnité de dépens de 300 francs en faveur du plaignant.
Le 7 octobre 2009, la presse annonce que Valérie Garbani a été engagée à partir du 1er novembre 2009 par la commune de Genève comme juriste de la Gérance immobilière municipale. La conseillère administrative Sandrine Salerno, responsable du Département des finances et du logement et également socialiste, dénie publiquement toute complaisance partisane dans la décision d'engagement,,.